# هیدکازو اوتانی
هیدکازو اوتانی (انگلیسی: Hidekazu Otani؛ زادهٔ ۶ نوامبر ۱۹۸۴) بازیکن فوتبال اهل ژاپن است.
از باشگاه‌هایی که در آن بازی کرده‌است می‌توان به باشگاه فوتبال کاشیوا ریسول اشاره کرد.